# Dragutin Čermak
Dragutin Čermak, né le 12 octobre 1944 à Belgrade et mort le 12 octobre 2021 dans la même ville, dans la République socialiste de Serbie, est un ancien joueur yougoslave de basket-ball, évoluant au poste d'arrière.  

## Carrière

### Palmarès
- Finaliste des Jeux olympiques 1968
- Champion du monde championnat du monde 1970
- Finaliste du championnat d'Europe 1969
- Finaliste du championnat d'Europe 1971